# 鹭鹰科
鹭鹰科是鹰形目的一个科，只有一个现存物种——原产于非洲的鹭鹰。还有另外两个已灭绝的属Pelargopappus（中新世法国）、Amanuensis（中新世非洲）。该科由奥托·芬奇和古斯塔夫·哈特勞布命名于1870年，作为一个亚科Sagittariinae。